# Nonion
Nonion es un género de foraminífero bentónico de la subfamilia Nonioninae, de la familia Nonionidae, de la superfamilia Nonionoidea, del suborden Rotaliina y del orden Rotaliida. Su especie tipo es Nautilus faba. Su rango cronoestratigráfico abarca desde el Campaniense (Cretácico superior) hasta el Paleoceno.

## Clasificación
Se han descrito numerosas especies de Nonion. Entre las especies más interesantes o más conocidas destacan:
- Nonion cassidulinoides †
- Nonion deceptrix †
- Nonion faba †
- Nonion iota †
- Nonion mexicanus †

Un listado completo de las especies descritas en el género Nonion puede verse en el siguiente anexo.
En Nonion se ha considerado el siguiente subgénero:
- Nonion (Cribrononion), aceptado como género Cribrononion